# Železniční trať Kralupy nad Vltavou – Velvary

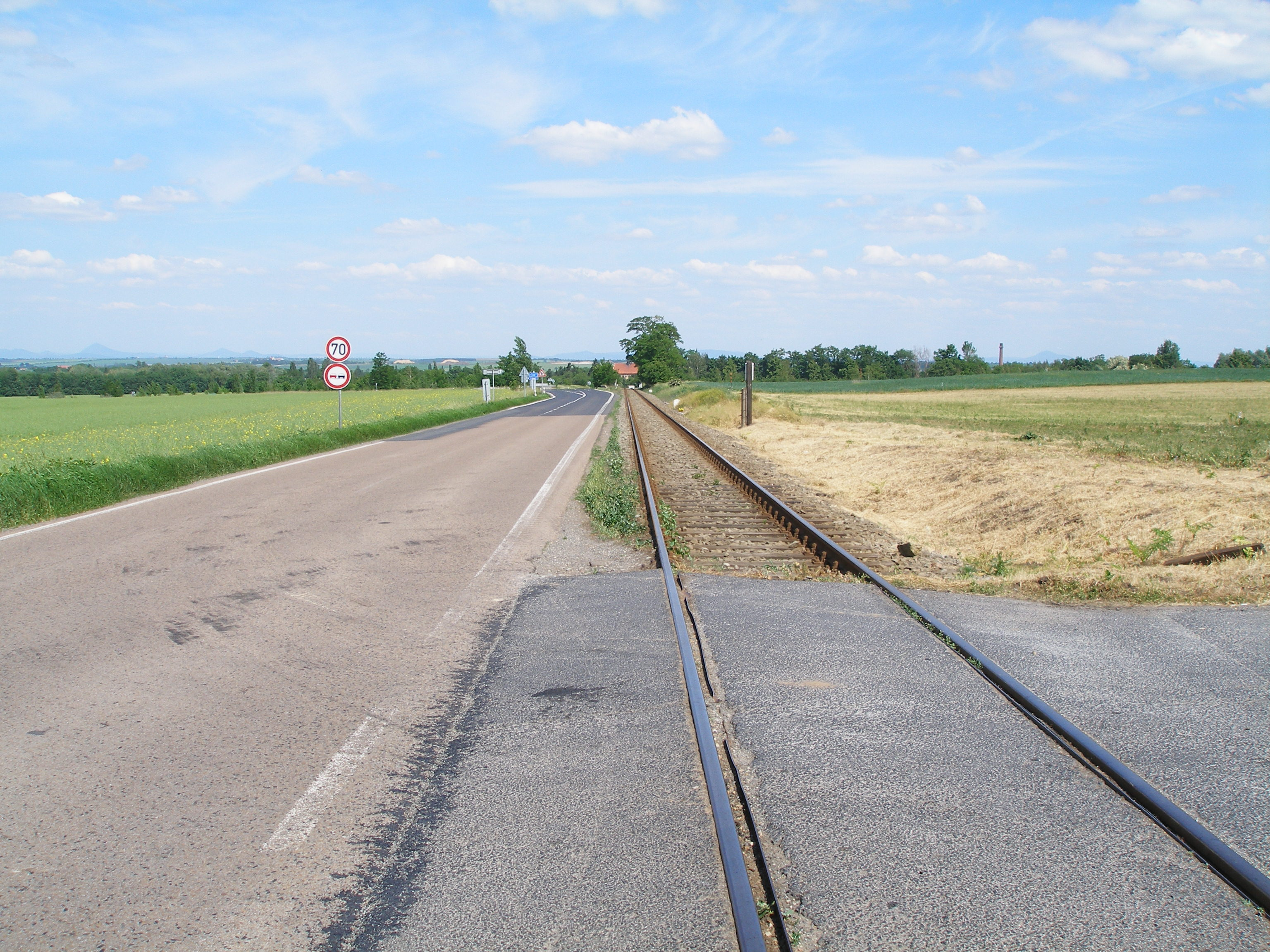
Souběh silnice a železnice poblíž Velké Bučiny

Železniční trať Kralupy nad Vltavou – Velvary (v jízdním řádu pro cestující označená číslem 111) je jednokolejná regionální dráha. Provoz na trati byl zahájen v roce 1882.
Úsek Kralupy nad Vltavou – Kralupy nad Vltavou předměstí je společný s později vzniklou tratí do Zvoleněvsi (zprovozněna v roce 1884). Tato trať časem nabyla na významu, je částí celostátní dráhy a společný úsek je v dokumentech provozovatele uváděn u ní. Tento úsek byl v roce 1975 přeložen do východnější polohy, takže nyní vede z velké části v souběhu s tratí do Kladna.
Kuriozitou je zhruba tříkilometrový úsek u Malé a Velké Bučiny, kde kolej vede v bezprostředním souběhu se silnicí II/240.

## Stanice a zastávky

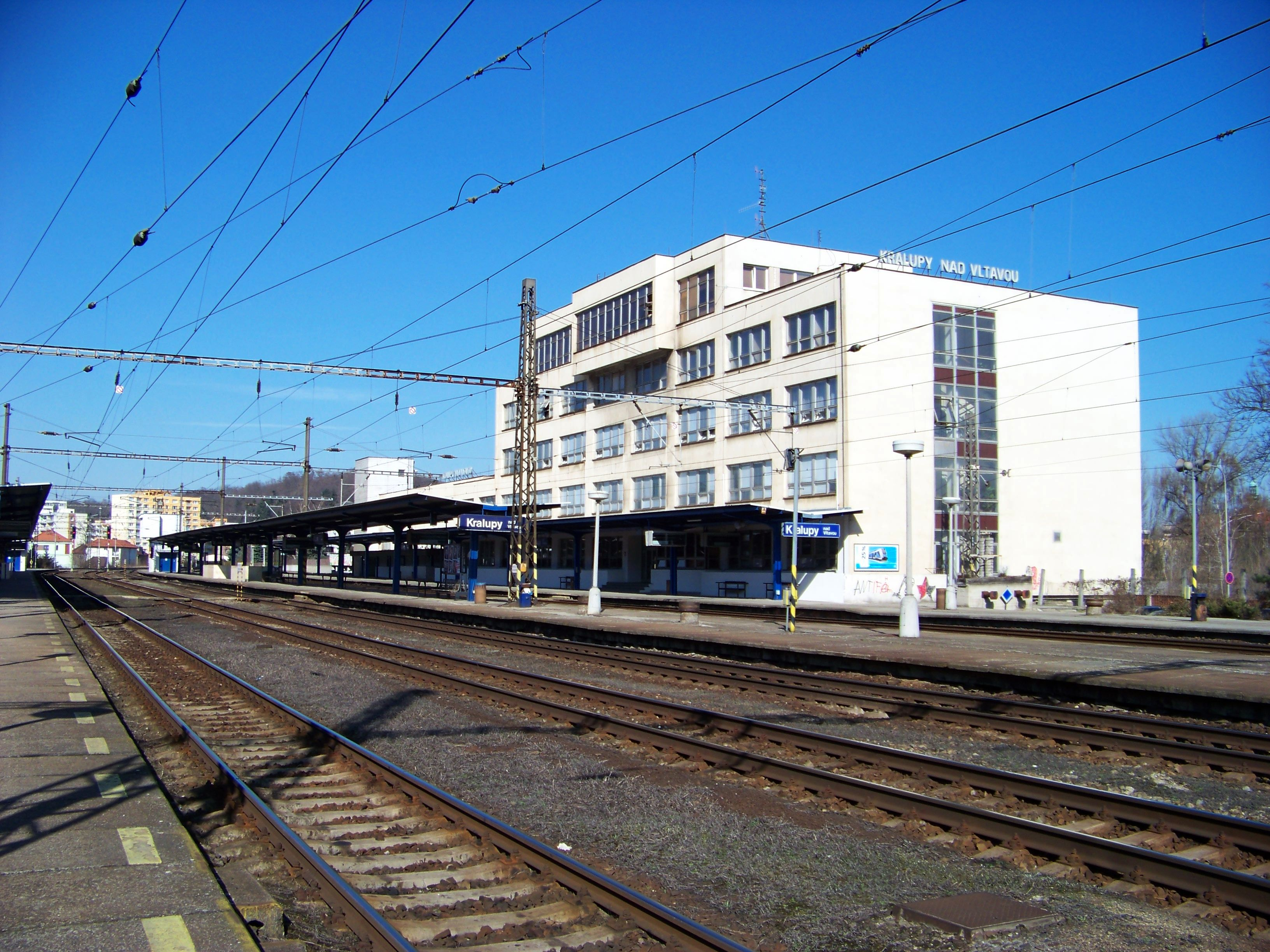
Kralupy nad Vltavou
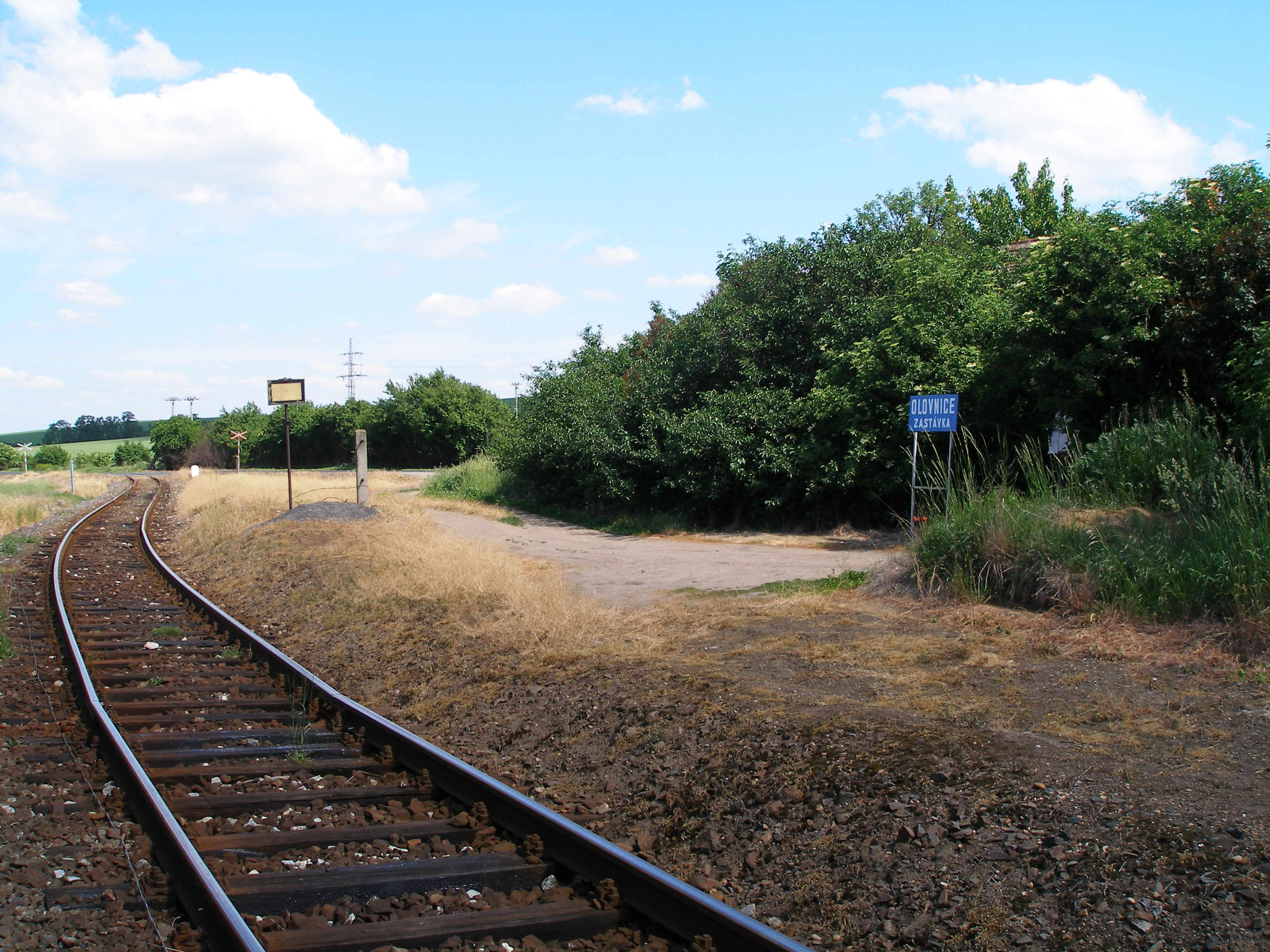
Olovnice zastávka
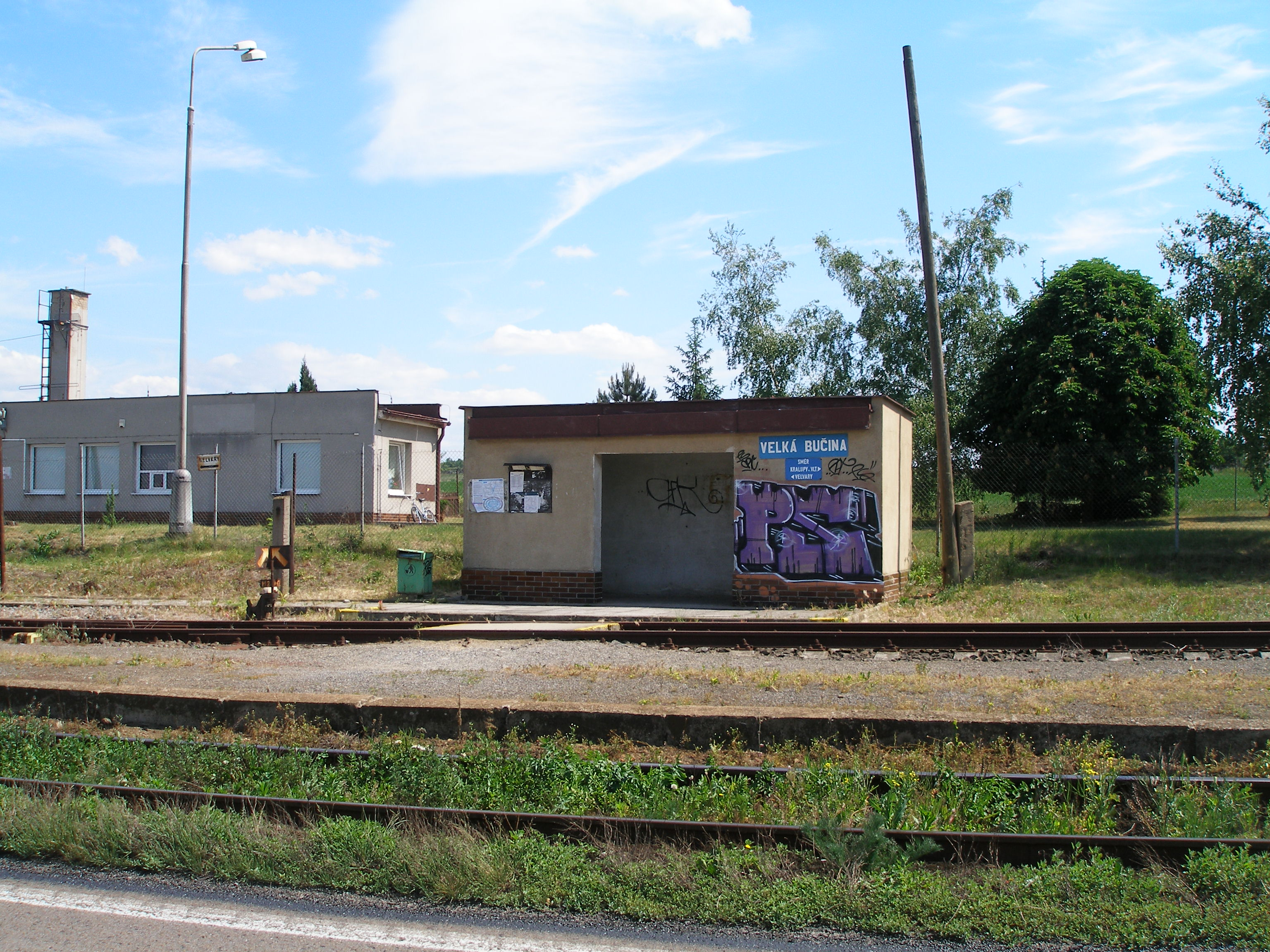
Velká Bučina
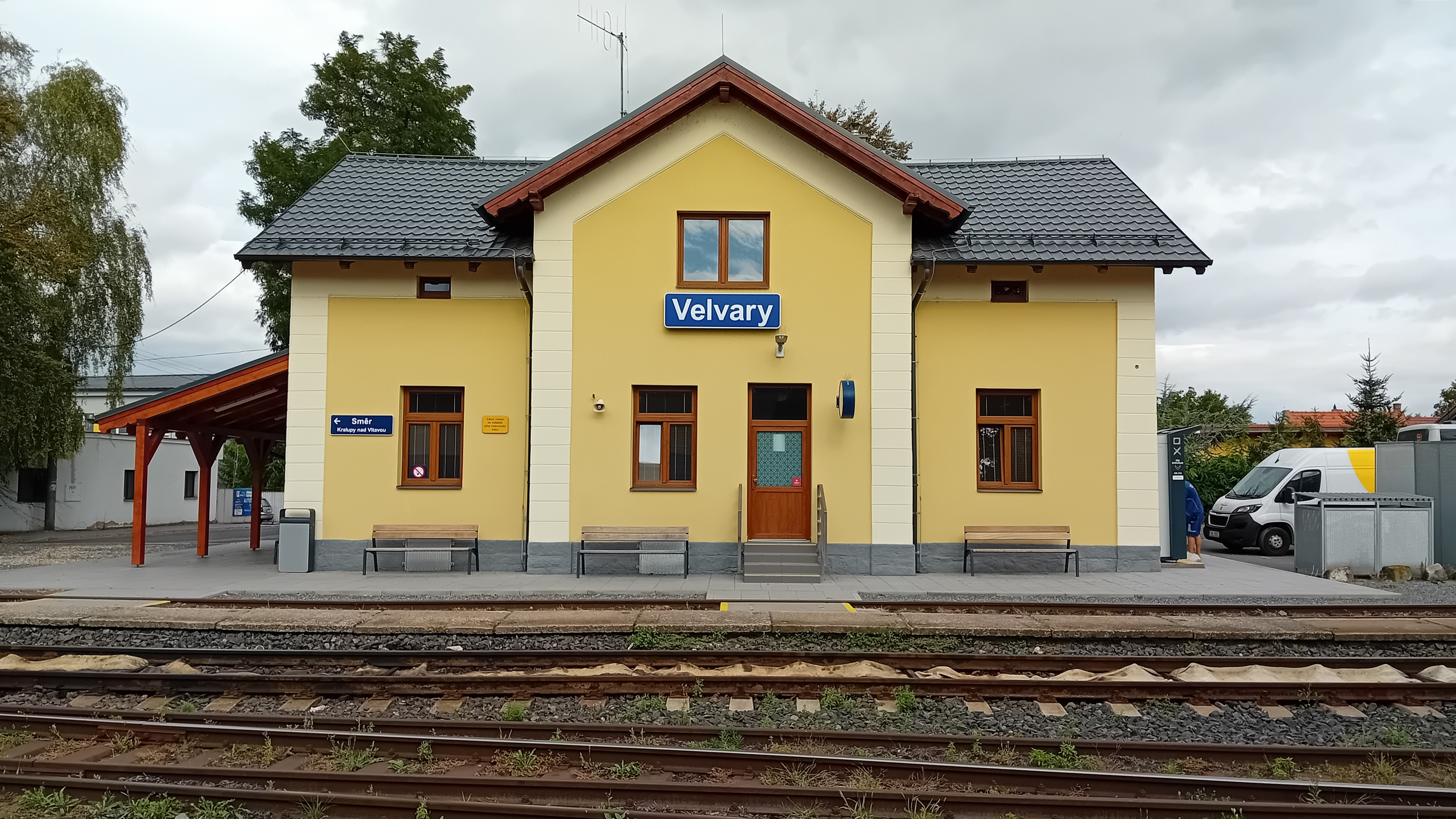
Velvary